# Sacriston
Sacriston är en ort och civil parish i Storbritannien.   Den ligger i kommunen Durham i riksdelen England, i den centrala delen av landet, 400 km norr om huvudstaden London. Sacriston ligger 154 meter över havet och antalet invånare är 4 169.
Terrängen runt Sacriston är lite kuperad. Runt Sacriston är det tätbefolkat, med 476 invånare per kvadratkilometer. Närmaste större samhälle är Newcastle upon Tyne, 17,3 km norr om Sacriston. Omgivningarna runt Sacriston är en mosaik av jordbruksmark och naturlig växtlighet.